# トアホテル
トアホテル（英称：Tor Hotel）は兵庫県神戸市北野町４丁目で1908年（明治41年）に開業したドイツ系資本の高級ホテル。トーアホテルとも呼ばれる。ホテルは1950年（昭和25年）に焼失し、跡地には神戸外国倶楽部が建つ。その名はトアロードに残されている。

## 歴史
トアホテルは、イギリス人の富豪F・J・バーデンズ(F.J.Bardens [サミュエル　サミュエル商會(現在のShell石油)の支配人])の屋敷「The Tor」（トールの家）があった場所に建てられた。本館は1908年（明治41年）に竣工し開業した。旧香港上海銀行長崎支店などを手がけた日本人建築家下田菊太郎 設計による全客室バス付の本格的ホテル専用建築で、当時「スエズ以東で最高のホテル」と称された。4000坪の広大な敷地に、地下１階、地上木造3階建、建坪300坪、延べ1000坪。内部には89室の客室と250名を収容できる食堂、読書室、ビリヤードやカードを楽しむ部屋などがあった。最新式の発電・照明設備を整え、客室ごとにバス・トイレ、電話が完備。客が気分や健康状態に合わせて部屋を自由に選べるよう、壁紙の彩色に合わせて家具や寝具をコーディネートするなど、随所に細やかな心配りが見られた。なお、トアホテルを運営していた会社 TOR Hotel, Ltd.は、明治40年3月に設立されており、大正５年時点で資本金20万円であった。
設立当初の主要な経営陣は、F.E.Popert　(Chairman),　Geo.H.Whymark　(Director),　C.Holstein　(Director)であった。そのうち、PopertとHolsteinは、ドイツ系の海陸運代理業C.Nickel & Co.,Ltd.の取締役であったが、大正6年(1917年)までにはトアホテルの取締役から退いており、Whymarkが新たにトアホテルのChairmanとなっている。Whymarkはイギリス人で、ジョージ・ワイマーク商會や競売・評価・仲次業のKobe Sales Roomsの館主であった。同時期にDirectorになったJ.S.Happerは、紐育スタンダード石油会社支店長であった。経営陣がドイツ系から英米系に変わったといえよう。
トアホテルは日本人向けに「東亜ホテル」という名称も積極的に用いた。「トア(Tor)」という名称については、ホテル開業以前にこの場所にあったバーデンズの屋敷名との関連性が指摘され、英語の「小山」に由来するという説、ドイツ語の「門」に由来するという説など諸説あるが、命名に関しての客観的な証拠がなく決め手に欠ける（トアロード#名称の由来参照）。
大規模な建造物であったが山麓すぐに位置していたため、第二次世界大戦の戦災を免れた。1944年(昭和19年)10月に川崎重工業により買収され、一部を川崎病院山手分院として使用。昭和20年3月と６月の大空襲の後、川崎重工業の本社がホテルに移動。終戦後、旧居留地で破壊されたオリエンタル・ホテルが、トアホテルの建物や庭園を大修理して開業しようとした矢先の昭和20年9月にGHQに接収され、33師団の幹部将校宿舎として使用し、後に神戸ベースの宿舎として使用。1950年（昭和25年）4月22日未明に原因不明の火災により全焼し、１名焼死、10名が重軽傷を負った（神戸新聞の記事で「オリエンタル・ホテル深夜に炎上」とあるのは、オリエンタル・ホテルがトアホテルを利用して開業準備を進めていたから）。1953年(昭和28年)1月31日に解散。

## 現在
ホテルが営業していた当時の外構の大部分は現存し、神戸外国倶楽部が引き継いでいる。これらはトアホテル竣工以前、その広大な敷地に住んでいたイギリス人富豪F・J・バーデンズの大邸宅の遺構である。現存する石垣にはA.C.1890の文字が刻まれている。
トアホテルが面していた、旧居留地から北野町へ至る坂道はトアロードと呼ばれるようになり、それは焼失から約60年経った現在も変わりない。

## 脚註
1. ↑  米国イリノイ州シカゴ市1897年第471号 免許建築技師。（帝国銀行会社要録 : 附・職員録 大正8年(8版)　帝国興信所 編 大正8年出版）
下田は、工部大学校を途中で退学。明治22(1889)年に渡米。明治31(1898)年帰国し建築事務所開設。明治34(1901)年に横浜に設計事務所を開く。
横浜で明治6(1873)年９月に創業し関東大震災で崩壊したグランドホテル（現在のホテル・ニューグランドとは資本も経営陣も全く異なる）が、明治34年に、老朽化したので新築が予定されたときに、下田は依頼を受け建築計画を作成した。その後、下田は、神戸のトーア・ホテルの設計を行ったあと上海へ渡り、日本郵船の上海旋滙山碼頭の桟橋の設計を手掛けた。帝国ホテル新館の設計の依頼も受けたが、結局、下田の計画案は採用にならなかった。（「ホテル・ニューグランド50年史」白土秀次著　1977年12月　ホテル・ニューグランド　出版）
2. ↑  日本紳士録 第７版　交詢社　明治34年出版 p.55には、石油商であるShell Transport & Tradeing Company セル運送及び貿易会社 代表者との記載がある。また、The Japan directory for Tokyo, Yokohama, Kobe, Osaka, Kyoto, Nagasaki, Nagoya, Nemuro, Kushiro, Otaru, Niigata, Hakodate, Sapporo, Moji, Shimonoseki and Formosa 1905、Japan Gazette、明治38年出版、p.593には、Samuel Samuel & Co.の社員として記載がある。「神戸港」田中鎮彦 編　神戸港編纂事務所明治38.5出版　p.114には、サミュエル　サミュエル商會（雑貨輸出入、汽船代理店、保険代理業）の支配人と記載されている。Sir Marcus Samuelが創立した同社は、英国ロンドンに本社を置く、現在のShell石油である。
3. 1 2  「外国人居留地と神戸ー神戸開港１５０年によせて」神戸新聞総合出版センター、p.63
4. 1 2  「神戸新聞」昭和25(1950)年4月23日
5. ↑  銀行会社要録 : 附・役員録 20版　東京興信所 編　東京興信所　大正5年出版
6. ↑  The Japan directory for Tokyo, Yokohama, Kobe, Osaka, Kyoto, Nagasaki, Nagoya, Nemuro, Kushiro, Otaru, Niigata, Hakodate, Sapporo, Moji, Shimonoseki and Formosa 1913、Japan Gazette. 大正2年出版
7. ↑  銀行会社要録 : 附・役員録 第十四版　東京興信所　明30-45出版
8. ↑  銀行会社要録 : 附・役員録 第22版　東京興信所 編　大正6-7年出版;The Oriental directory 元々堂書房 1921.3出版
9. ↑  Hotel review 46(542)　日本ホテル協会　1995-07出版
10. ↑  日本紳士録 第４版 交詢社 明治30年出版
11. ↑  日本紳士録 第５版 交詢社 明治32年出版。また、彼は、International Hospital of KobeのChairmanでもあった。The Japan directory for Tokyo, Yokohama, Kobe, Osaka, Kyoto, Nagasaki, Nagoya, Nemuro, Kushiro, Otaru, Niigata, Hakodate, Sapporo, Moji, Shimonoseki and Formosa 1918　Japan Gazette.大正7年出版
12. ↑  日本紳士録 第５版 交詢社 明治32年出版
13. ↑  たとえば、「大恋愛学又は超常識論」沢田純一 著　大正1年　梁江堂出版に、トーアホテルの支配人のスイス人コーニッグとの談話に東亜ホテルという表記が確認できる。
14. ↑  「川崎重工業株式会社社史 年表・諸表」川崎重工業株式会社社史編さん室 編1959年　川崎重工業出版 p.15
15. ↑  「川崎重工業株式会社社史 年表・諸表」川崎重工業株式会社社史編さん室 編1959年　川崎重工業出版 p.108
16. 1 2  「外国人居留地と神戸ー神戸開港１５０年によせて」神戸新聞総合出版センター、p.65
17. ↑  「外国人居留地と神戸ー神戸開港１５０年によせて」神戸新聞総合出版センター、p.66
18. ↑  「川崎重工業株式会社社史 年表・諸表」川崎重工業株式会社社史編さん室 編1959年　川崎重工業出版 p.16
19. ↑  神戸市：神戸を知る　トアロード（2015年9月4日閲覧）